# ردهة مشاهير الرالي
ردهة مشاهير الرالي هي ردهة مشاهير لمشاهير سائقي الراليات وغيرهم من الأشخاص الذين كان لديهم تأثير كبير عليها. وهي موجودة حاليا في مدينة كناسألا في فنلندا. تم افتتاحها في  29 أبريل 2010 ويتم تقديم ترشيحات جديدة كل سنة خلال رالي فنلندا.

## الأعضاء
ينضم أعضاء جدد كل عام ومن الأعضاء الحاليين:
- هانو ميكولا
- والتر رورل
- تومي ماكينن
- جورن فالديجورد